# Sky Castle
Sky Castle (SKY 캐슬?, SKY KaeseulLR) è un drama coreano trasmesso su JTBC dal 23 novembre 2018 al 1 febbraio 2019.
Il drama fu un inaspettato successo commerciale e arrivò primo nell'indice di forza dei contenuti e nelle classifiche di popolarità in Corea, oltre che in Cina. Fu lodato dalla critica per aver messo in luce alcuni degli aspetti più furtivi e controversi della società coreana, oltre a stimolare enormi risposte dal pubblico grazie alla trama sul competitivo sistema educativo del Paese.

## Trama
Lo Sky Castle è un'area residenziale di lusso alla periferia di Seul che ospita ricche famiglie in cui i padri sono professori di legge o medici, mentre le madri s'impegnano per far entrare con ogni mezzo i figli alla scuola di medicina dell'università di Seul. A questo scopo, Han Seo-jin assume la preparatrice Kim Joo-young affinché segua sua figlia Ye-seo.

## Personaggi
- Han Seo-jin, interpretata da Yum Jung-ah
- Lee Soo-im, interpretata da Lee Tae-ran
- No Seung-hye, interpretata da Yoon Se-ah
- Jin Jin-hee, interpretata da Oh Na-ra
- Kim Joo-young, interpretata da Kim Seo-hyung
- Kang Joon-sang, interpretato da Jung Joon-ho
Marito di Seo-jin.
- Kang Ye-seo, interpretata da Kim Hye-yoon
Figlia maggiore di Seo-jin.
- Kang Ye-bin, interpretata da Lee Ji-won
Figlia minore di Seo-jin.
- Madre di Joon-sang, interpretata da Jung Ae-ri
- Hwang Chi-young, interpretato da Choi Won-young
Marito di Soo-im.
- Hwang Woo-joo, interpretato da Chani
Figliastro di Soo-im.
- Cha Min-hyuk, interpretato da Kim Byung-chul
Marito di Seung-hye.
- Cha Se-ri, interpretata da Park You-na
Figlia di Seung-hye.
- Cha Seo-joon, interpretato da Kim Dong-hee
Figlio di Seung-hye.
- Cha Ki-joon, interpretato da Jo Byung-gyu
Figlio di Seung-hye.
- Woo Yang-woo, interpretato da Jo Jae-yun
Marito di Jin-hee.
- Woo Soo-han, interpretato da Lee Yoo-jin
Figlio di Jin-hee.
- Professor Jo, interpretato da Lee Hyun-jin
- Kay, interpretata da Jo Mi-nyeo
- Kim Hye-na, interpretata da Kim Bo-ra
- Choi In-ho, interpretato da Song Min-hyung
- Kim Eun-hye, interpretata da Lee Yeon-soo
Madre di Hye-na.
- Lee Myung-joo, interpretata da Kim Jung-nan
- Park Young-jae, interpretato da Song Geon-hee
Figlio di Myung-joo.
- Park Soo-chang, interpretato da Yu Seong-ju
Marito di Myung-joo.
- Lee Ga-eul, interpretata da Lee Joo-yeon

## Ascolti
| Episodio | Data di trasmissione | Dati AGB            | Dati TNMS           | Dati TNMS                  |
| Episodio | Data di trasmissione | A livello nazionale | A livello nazionale | Area metropolitana di Seul |
| -------- | -------------------- | ------------------- | ------------------- | -------------------------- |
| 1        | 23 novembre 2018     | 1,727%              | 2,9%                | 2,2%                       |
| 2        | 24 novembre 2018     | 4,373%              | 4,584%              | 4,4%                       |
| 3        | 30 novembre 2018     | 5,186%              | 6,035%              | N.D.                       |
| 4        | 1 dicembre 2018      | 7,496%              | 8,144%              | N.D.                       |
| 5        | 7 dicembre 2018      | 7,487%              | 8,623%              | 6,9%                       |
| 6        | 8 dicembre 2018      | 8,934%              | 9,754%              | 9,0%                       |
| 7        | 14 dicembre 2018     | 8,432%              | 9,667%              | N.D.                       |
| 8        | 15 dicembre 2018     | 9,539%              | 10,471%             | N.D.                       |
| 9        | 21 dicembre 2018     | 9,714%              | 10,522%             | N.D.                       |
| 10       | 22 dicembre 2018     | 11,298%             | 13,312%             | 10,1%                      |
| 11       | 28 dicembre 2018     | 9,585%              | 10,296%             | 9,3%                       |
| 12       | 29 dicembre 2018     | 12,305%             | 13,646%             | 11,7%                      |
| 13       | 4 gennaio 2019       | 13,279%             | 14,389%             | 13,2%                      |
| 14       | 5 gennaio 2019       | 15,780%             | 17,254%             | 15,5%                      |
| 15       | 11 gennaio 2019      | 16,397%             | 18,443%             | N.D.                       |
| 16       | 12 gennaio 2019      | 19,243%             | 21,010%             | 18,6%                      |
| 17       | 18 gennaio 2019      | 19,923%             | 21,927%             | N.D.                       |
| 18       | 19 gennaio 2019      | 22,316%             | 24,501%             | N.D.                       |
| 19       | 26 gennaio 2019      | 23,216%             | 24,622%             | N.D.                       |
| 20       | 1 febbraio 2019      | 23,779%             | 24,357%             | N.D.                       |
| Media    | Media                | 12,500%             | 12,627%             | —                          |
| Speciale | 2 febbraio 2019      | 7,319%              | 7,327%              | N.D.                       |

## Colonna sonora
1. Princess Maker (프린세스메이커) – Cheon Dan-bi
2. Time is Always On My Side (시간은 언제나 나의 편) – Romantic Punch
3. It Has To Be You (너여야만 해) – ABOUT
4. We All Lie – Ha Jin
5. Comma (쉼표) – WAX
6. I Do – MIII
7. It's Good As Long As Only I Live (나만 잘 살면 되지) – Yook Joong-wan

## Riconoscimenti
- Baeksang Arts Awards[11]
  - 2019 – Miglior regista a Jo Hyun-tak
  - 2019 – Miglior attrice a Yum Jung-ah
  - 2019 – Miglior attore secondario a Kim Byung-chul
  - 2019 – Miglior nuova attrice a Kim Hye-yoon
  - 2019 – Candidatura Miglior drama
  - 2019 – Candidatura Miglior attrice a Kim Seo-hyung
  - 2019 – Candidatura Miglior attrice secondaria a Yoon Se-ah
  - 2019 – Candidatura Miglior sceneggiatura a Yoo Hyun-mi
  - 2019 – Candidatura Premio tecnico (ripresa) a Oh Jae-ho